# Rhysodesmus fraternus
Rhysodesmus fraternus är en mångfotingart som först beskrevs av Henri Saussure 1859.  Rhysodesmus fraternus ingår i släktet Rhysodesmus och familjen Xystodesmidae. Inga underarter finns listade i Catalogue of Life.